# Francesca Campana
Francesca Campana, née vers 1615 et morte en 1665, est une chanteuse, joueuse d'épinette et compositrice italienne. 

## Biographie
Née à Rome, Francesca Campana est probablement la fille d'Andrea Campana, épouse du compositeur Giovan Carlo Rossi et belle-sœur de Luigi Rossi. En 1629, Francesca publie un recueil d'arias à Rome et peut-être un livre de madrigaux qui est perdu,.

## Œuvre
- Arie 1, 2, e 3 voci, op. 1, collection d'arias
- Donna, se ’l mio servir, madrigal pour deux voix
- Pargoletta, vezzosetta de La Risonanti Sfere pour soprano, luth et Viole de gambe